# Istočni Slaveni
Istočni Slaveni su zbirni naziv za Ruse, Bjeloruse i Ukrajince. Oko 55.000 Rusina se identificira posebnom nacijom, dok se ostatak smatra subetnosom ukrajinske nacije. Istočnoslavenske kulture i jezici su međusobno slični no razlike postoje i one su često veće nego kod nekih drugih naroda koji imaju vrlo blisku zajedničku povijest. Svi današnji istočnoslavenski narodi i subetnosi potiču od takozvane staroruske nacije koja se razvijala u sklopu Kijevske Rusi. Korijenito razdvajanje na zasebne narode odvilo se tek u kasnom srednjem vijeku, kao posljedica mongolskog pustošenja zemlje. 
Rusi su u 13. stoljeću dospjeli pod autokratsku mongolsku vlast, a Ukrajinci i Bjelorusi kao Ruteni (slavenizirani oblik: Rusini) u 14. stoljeću dolaze pod poljsko-litavsku vlast. Okupacija staroruskih zemalja dovela je do bitnih vjerskih, kulturnih i političkih razlika među spomenutim narodima već u 15. i 16. stoljeću, što se odrazilo na formiranje tri različite moderne nacije. Razdvajanje na posebne nacije do danas nije završeno s obzirom na to da se oko 55.000 Rusina deklarira kao posebna nacija. Pritom treba spomenuti da se oko 7 milijuna Ukrajinaca u Galiciji, Bukovini i Zakarpatju sve do sredine 20. stoljeća identificiralo u etničkom smislu Rusinima. 
U Rusiji također posebnu pažnju plijeni velika naglašenost i često izjašnjavanje regionalnog identiteta stanovnika pa se mnogi službeno evidentirani Rusi u privatnom životu izjašnjavaju u regionalnom kontekstu kao u etničkom.

### Etno-kulturna podjela
A) Bjelorusi
Bjeloruski Poliščuci (Paljaščuci): Pinčuki oko grada Pinska; Brešuki oko grada Bresta. Imaju snažnu regionalnu identifikaciju.
B) Rusi
b1. Starovjerci (Lipovski Rusi, Lipovjani)
b2. Pomori
C) Rusini: Imaju snažnu regionalnu identifikaciju no u popisu stanovništva Poljske i Slovačke izjašnjavaju se dvojako etničkim Ukrajincima i Rusinima. Dio pripadnika se smatra ukrajinskim subetnosom; Oko 55.000 Rusina u svijetu se izjašnjava kao posebna nacija;
Lemki
Bojki
Huculi
D) Ukrajinci
Ukrajinski Poliščuci: subetnička grupa Ukrajinaca.